# Ratzeburg
Ratzeburg (niederdeutsch Ratzborg) ist eine Kleinstadt in Schleswig-Holstein, nahe der Grenze zu Mecklenburg-Vorpommern. Ratzeburg ist die Kreisstadt des Kreises Herzogtum Lauenburg. Sie ist als Luftkurort bekannt und aufgrund der Lage ihrer Altstadt inmitten des Ratzeburger Sees und deren lediglich über drei Dämme verlaufenden Verbindung mit dem Festland auch eine „Inselstadt“. Neben der Altstadtinsel gehören auch St. Georgsberg (seit 1928), Vorstadt und Dermin zum Stadtgebiet.

## Geographie

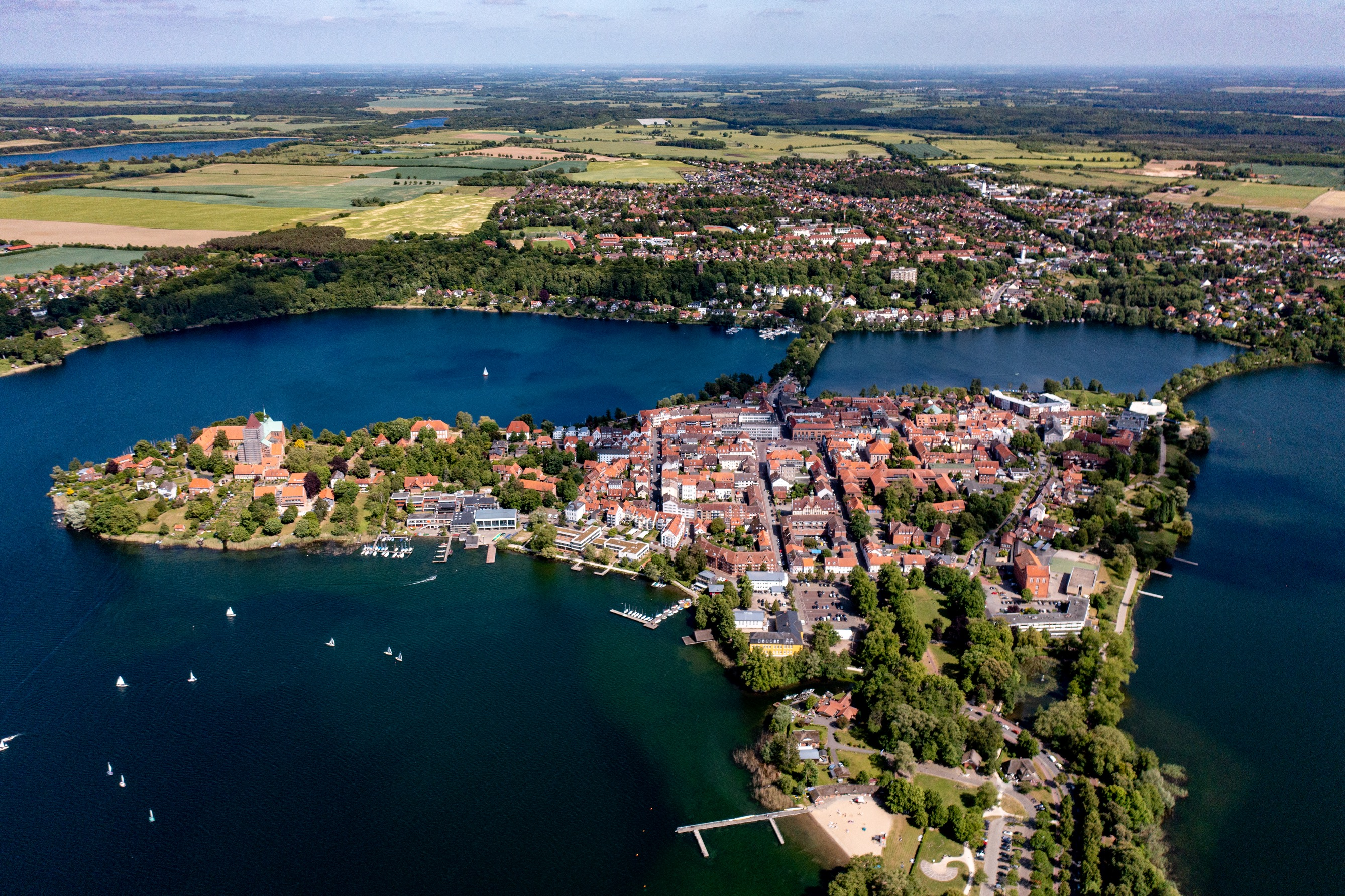
Dominsel mit Ratzeburger Dom, Herrenhaus, Marktplatz und Rathaus

Ratzeburg liegt rund 20 km südlich von Lübeck im Naturpark Lauenburgische Seen. Weitere größere Städte sind Hamburg und Schwerin, jeweils rund 50 km entfernt. Ratzeburg ist Bestandteil der Metropolregion Hamburg.
Von 1945 bis 1949 lag die Stadt an der Grenze zur Sowjetischen Besatzungszone und von 1949 bis 1990 an der innerdeutschen Grenze zur DDR. Der Ratzeburger Dom und die Altstadt liegen auf der sogenannten Dominsel im Ratzeburger See.

## Geschichte

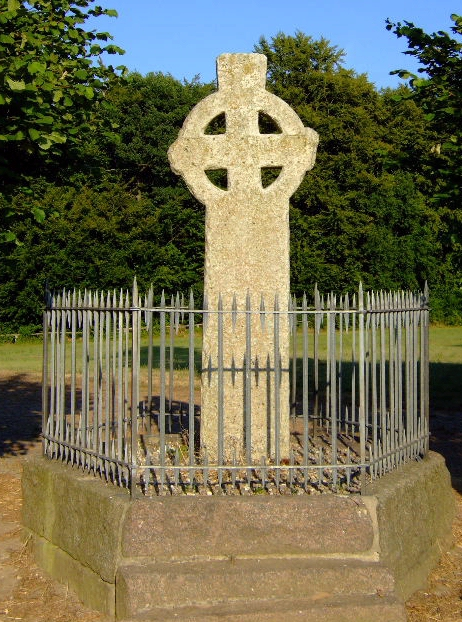
Ansveruskreuz (15. Jh.), Wallfahrtsort der katholischen Kirche

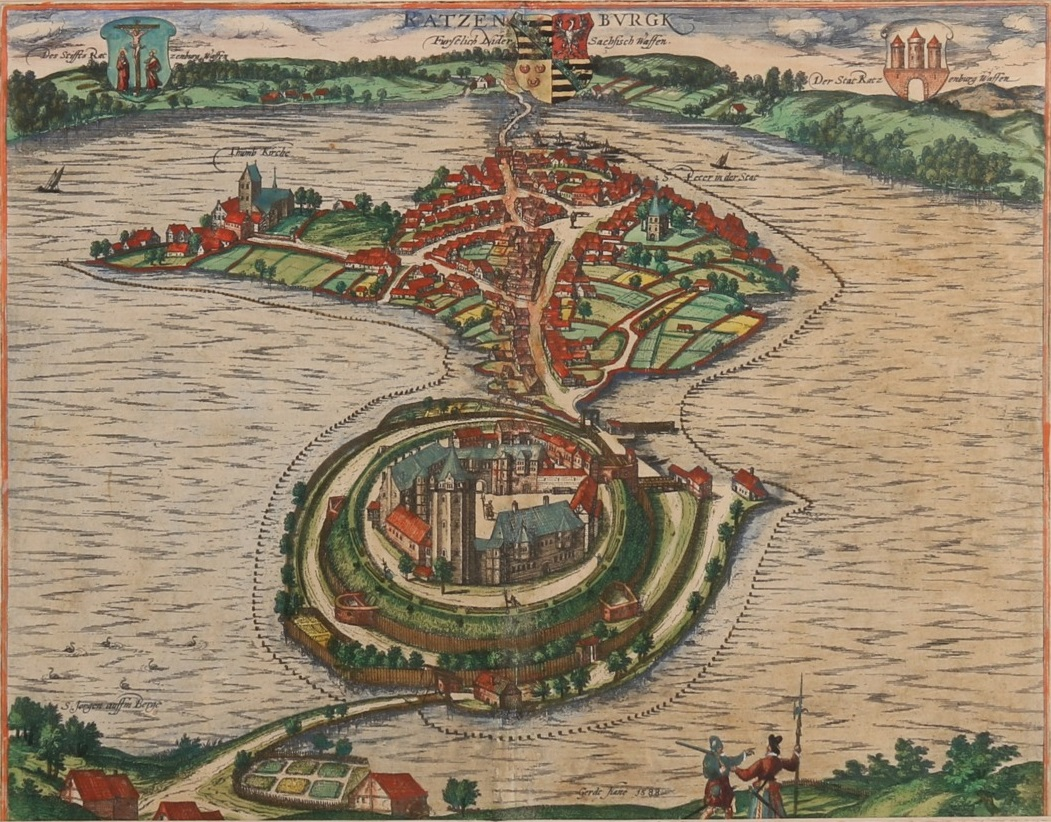
Darstellung Ratzeburgs von 1588 (von Georg Braun und Frans Hogenberg) mit dem Ratzeburger Schloss und der dahinter liegenden Insel mit Stadt und Dombezirk

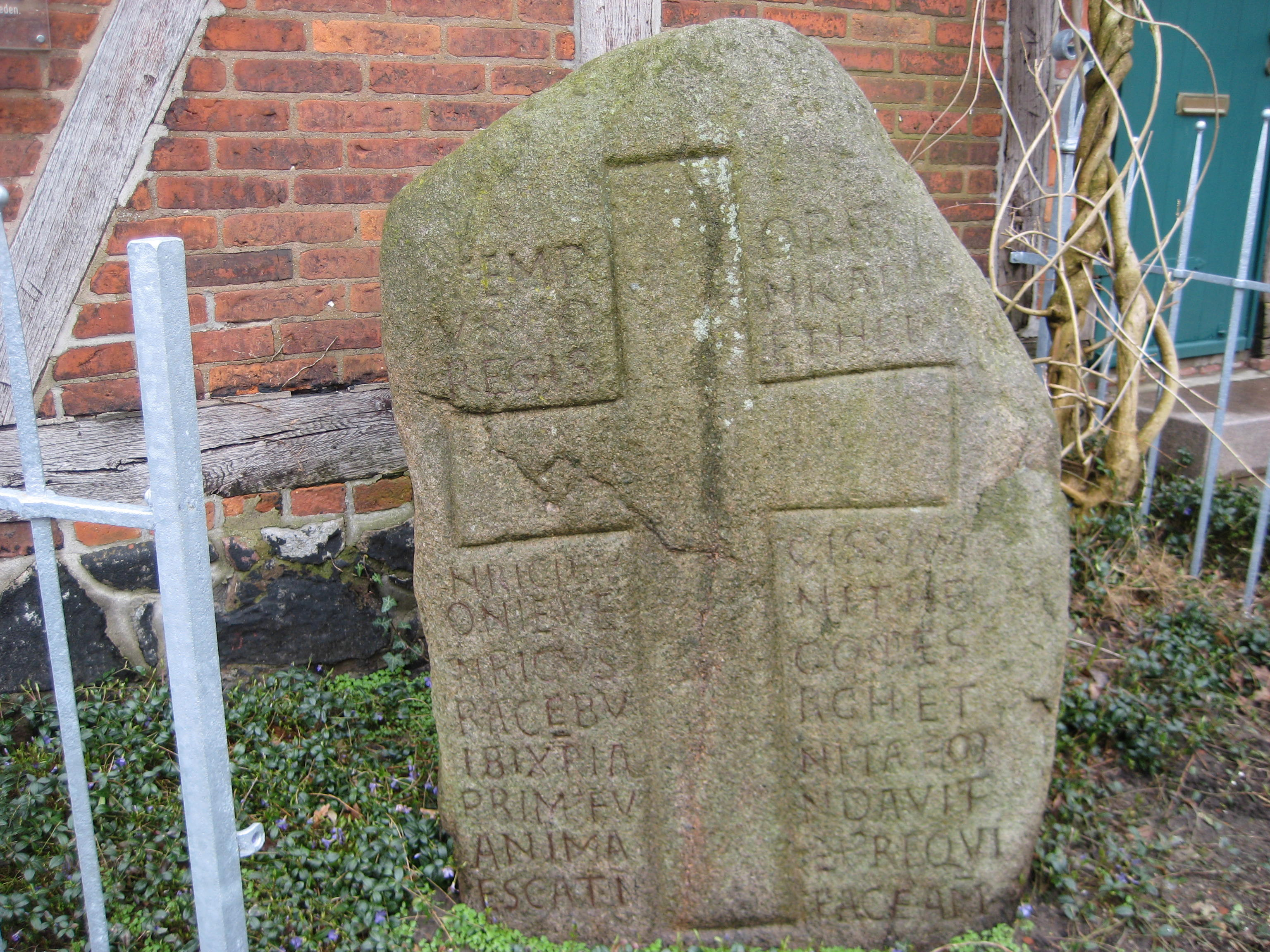
Heinrichstein zur Erinnerung an Heinrich von Badewide

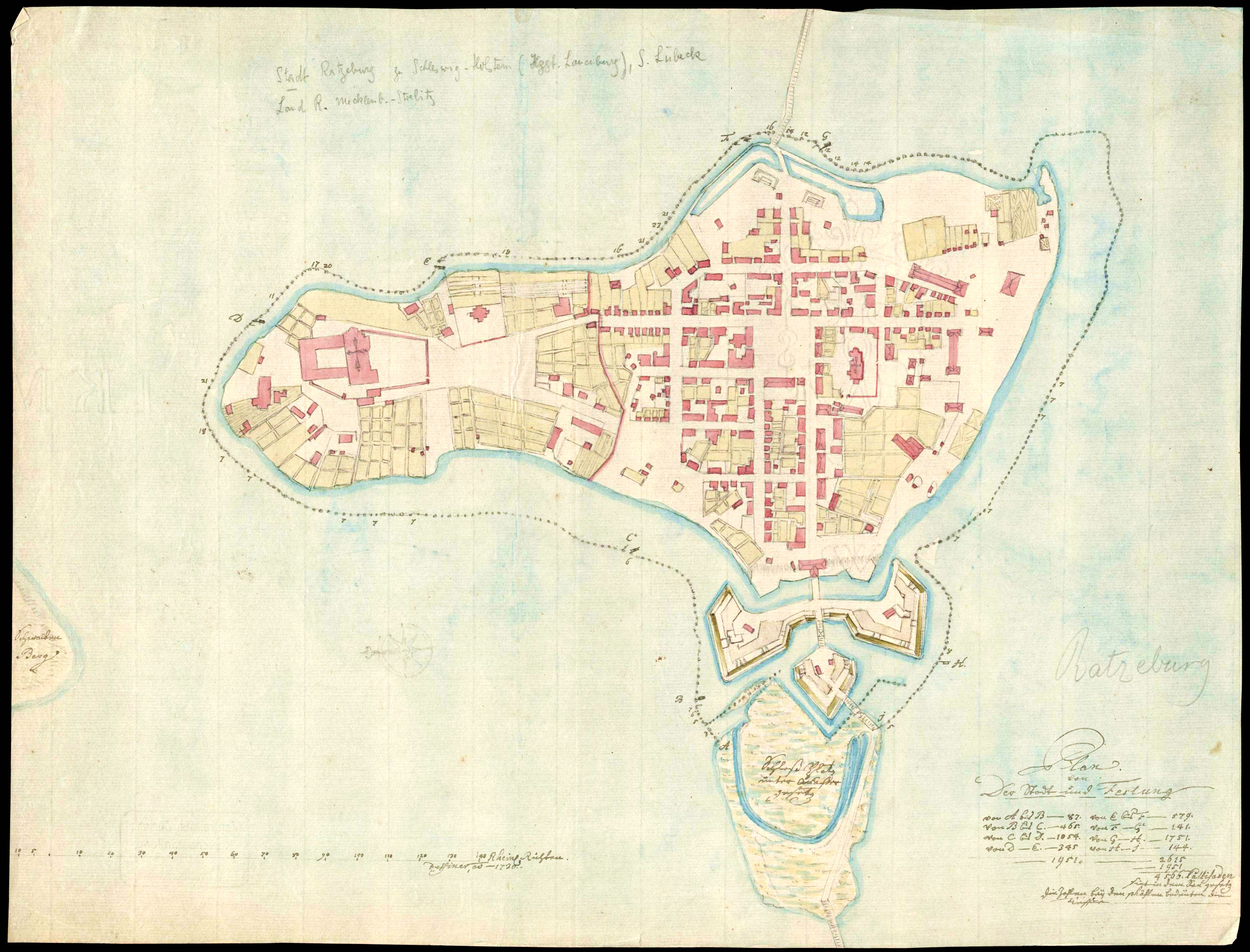
Plan der Stadt und Festung Ratzeburg (1730)

### Anfänge
Auf der heutigen Altstadtinsel befand sich bis ins 11. Jahrhundert das Hauptheiligtum der Göttin Siva.
Die Kleinstadt hat slawische Wurzeln; der Ortsname geht auf den Fürsten Ratibor (Ratse) zurück, welcher an der Spitze des obodritischen Teilstammes der Polaben stand. Er residierte hier im frühen 11. Jahrhundert in einer Ringwallanlage.
Von der „Racesburg“ ist 1062 in einer in Worms ausgestellten, aber nicht übergebenen Empfängerurkunde von Heinrich IV. die Rede. Nach dem Schriftstück schenkte dieser die Burg dem Billungerherzog Ordulf. Auch Adam von Bremen erwähnt 1076 das damals slawische Ratzeburg bei seiner Beschreibung des Todes von Ansverus am 15. Juli 1066 auf dem Rinsberg bei Einhaus über dem Ratzeburger See: Ansverus monacus et cum eo alii apud Razzisburg lapidati sunt. Idus Iulii passio illorum occurrit. („Der Mönch Answer und mit ihm noch andere sind bei Ratzeburg gesteinigt worden. Ihr Martyrium geschah an den Iden des Juli.“) Das später errichtete Ansveruskreuz ist heute noch am Waldrand in Einhaus in der Nähe von Ratzeburg zu sehen. Erst im dritten Anlauf gelang die dauerhafte Christianisierung der Polaben; die Stadtgründung und endgültige Etablierung des Bistums erfolgte 1154 durch den sächsischen Herzog Heinrich den Löwen (siehe auch Artikel Bistum Ratzeburg). Der mächtige Dom, der in der Folgezeit auf der Insel im See errichtet wurde, war damit zugleich ein Siegesmonument. An Heinrich von Badewide, den ersten Grafen von Ratzeburg, erinnert ein Gedenkstein, der nach 1163 aufgestellt wurde. Der Stein auf der Dominsel trägt die (lateinische) Inschrift:
„Zu Zeiten König Konrads und Herzog Heinrichs von Sachsen kam Graf Heinrich nach Ratzeburg und gab dort als erster dem Christentum eine feste Grundlage. Seine Seele ruhe in Frieden. Amen.“ 

### Ab dem 17. Jahrhundert
Während die Stadt später zum Herzogtum Sachsen-Lauenburg, dem späteren preußischen Landkreis Herzogtum Lauenburg, gehörte, gelangte das Stiftsgebiet mit dem Domhof 1648 durch den Westfälischen Frieden als Fürstentum Ratzeburg in die Hand der Mecklenburger und wurde 1701 ein Teil von Mecklenburg-Strelitz. Das Lauenburgische Amt Ratzeburg hatte seinen Sitz in der Stadt (die selbst dem Amt nicht angehörte), das Mecklenburgische Amt Ratzeburg nicht.
Die 1692 von Herzog Georg Wilhelm von Braunschweig-Lüneburg stark befestigte Stadt erregte das Missfallen des dänischen Königs Christian V., der Ratzeburg daraufhin 1693 bis auf die Dominsel mehr oder weniger komplett in Schutt und Asche legte, so dass ein völliger Wiederaufbau im barocken Stil nach dem Vorbild der Innenstadt von Mannheim erforderlich wurde. Die letzten Befestigungsanlagen wurden 1816 von den Dänen beseitigt.
An die Zerstörung Ratzeburgs erinnert auf dem Marktplatz vor der Alten Wache die mehr als 300 Jahre alte Ratzeburger Friedenslinde, die seit 1935 als Naturdenkmal ausgewiesen ist. Diese Linde sollte im Jahr 2010 einem neuen Marktplatz weichen, ist aber nach heftigen Bürgerprotesten erhalten geblieben. Allgemein ist Ratzeburg für seinen Bestand an alten Linden bekannt, den bereits der romantische Schriftsteller Victor Scheffel im Sommer 1848 auf seiner Reise mit dem Reichskommissar Carl Theodor Welcker beschrieben hat.
Von 1705 bis 1976 war Ratzeburg Sitz der (Landes-)Superintendentur Lauenburg. Ihr folgten 1977 der Kirchenkreis Herzogtum Lauenburg und 2009 die Propstei Lauenburg im Kirchenkreis Lübeck-Lauenburg.
Ausgestattet mit einer Empfehlung des Dichters Friedrich Gottlieb Klopstock verbrachte der englische Romantiker Samuel Taylor Coleridge den Winter 1798/1799 in Ratzeburg beim dortigen Pastor. Er beschreibt Stadt und Umgebung mit den schmeichelhaften Worten The whole has a sort of majestic beauty, a feminine grandeur, kritisiert aber: The only defect in the view is, that Ratzeburg is built entirely of red bricks, and all the houses roofed with red tiles. To the eye, therefore, it presents a clump of brick-dust red. („Das Ganze hat eine Art majestätischer Schönheit, eine weibliche Grandezza. Der einzige Mangel beim Anblick ist, dass Ratzeburg gänzlich aus roten Backsteinen gebaut ist, und alle Häuser mit roten Ziegeln gedeckt. Dem Auge also zeigt es eine Ballung [ein Klumpen] von Ziegelstein-staubigem Rot.“)

### Beziehungen zu Bismarck und Moltke

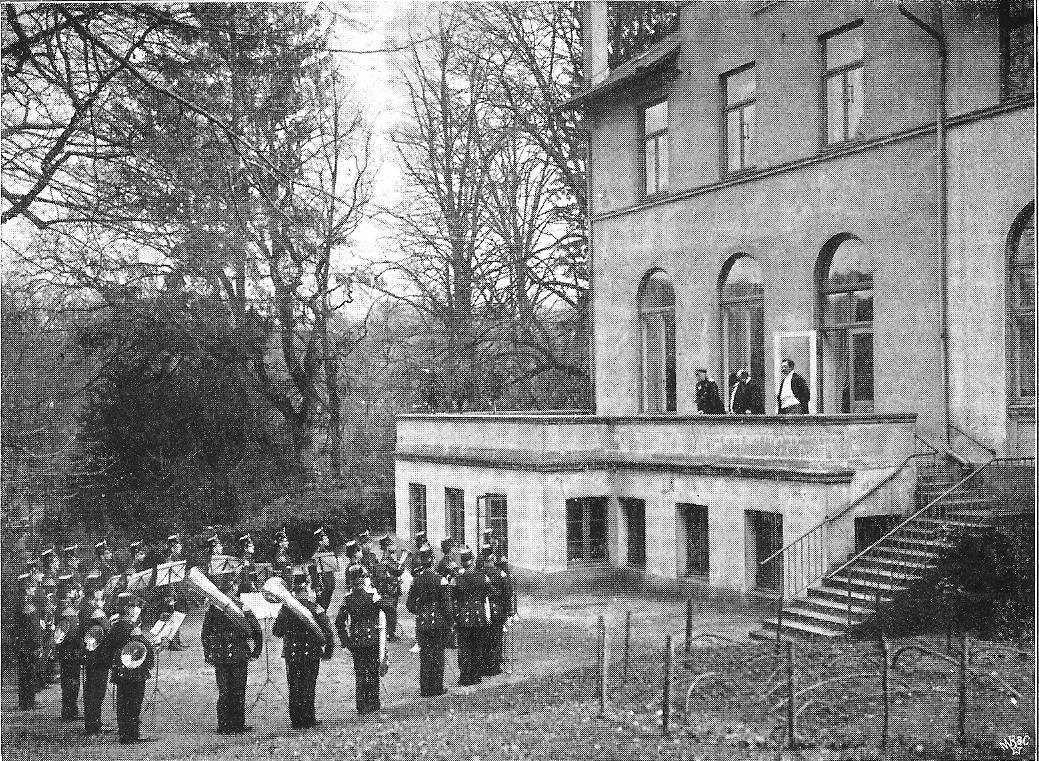
Musikkapelle des Ratzeburger Jäger-Bataillons vor Fürst Bismarck konzertierend, Friedrichsruh 1. April 1895

Am 26. September 1865 erschien Ministerpräsident Otto von Bismarck erstmals zur Begleitung des preußischen Königs Wilhelm I. in Ratzeburg. Dieser wollte in der Petrikirche die Erbhuldigung der Ritter- und Landschaft entgegennehmen. Das Herzogtum Lauenburg war seit 1865 mit dem Königreich Preußen in Personalunion verbunden, und Bismarck verhandelte im Auftrag des preußischen Königs (als Minister für Lauenburg) mit den lauenburgischen Ständen, um die völlige Eingliederung in Preußen zu erreichen (1876 wurde es preußischer Landkreis). Bismarck erhielt 1871 als Dank für seine Rolle bei der Reichseinigung einen Teil des Besitzes im Amt Schwarzenbek, der dem preußischen König in Lauenburg zugefallen war (einschließlich des Sachsenwaldes), das vom König zum Rittergut erhoben wurde. Bismarck wurde auch die Herzogswürde von Lauenburg bei seinem Abschied 1890 verliehen, er führte den Titel aber nicht.
Mit dem Lauenburgischen Jäger-Bataillon Nr. 9 kam er zum ersten Male während des Deutsch-Französischen Krieges in Berührung, als es am 9. August beim Vormarsch von der Saar hinter St. Ingbert ein Biwak bezog.
Erst am 30. November 1890 kehrte Bismarck, nun als Altreichskanzler, nach Ratzeburg zurück, um das Denkmal vor seiner Enthüllung in Augenschein zu nehmen. Im Anschluss besuchte er das Kasino des Offizierkorps.
Er war Ehrenbürger Ratzeburgs und erschien mehrmals zu den Sitzungen des Kreistages, in dem ein Sessel mit dem Wappen des ersten Kanzlers des Deutschen Reichs an ihn erinnerte.
Es entstanden enge Beziehungen zwischen dem Bataillon und dem etwa eine Stunde per Bahn entfernten Bismarck in Friedrichsruh. Diese kulminierten, als die Bataillonskapelle dem Fürsten mit einem Morgenständchen an seinen 80. Geburtstag ihre Glückwünsche überbrachte.
Moltke war nie offiziell in Ratzeburg gewesen. Wohl aber hatte er mehrmals seine dort lebende Schwester besucht. Zu seinen bevorzugten Spaziergängen zählte dort der Weg um den kleinen Küchensee zum Restaurant Waldesruh. In unmittelbarer Nähe des Restaurants wurde ihm in einem großen Granitblockfindling auf einem Feldsteinunterbau ein Denkmal gesetzt. Er zeigt die vergoldete Inschrift: Generalfeldmarschall Graf Moltkes Lieblingsplatz. 1853–1888. Die Jahreszahlen erinnerten an seinen ersten und letzten Besuch in Ratzeburg.

### Denkmal für Kaiser Wilhelm I.

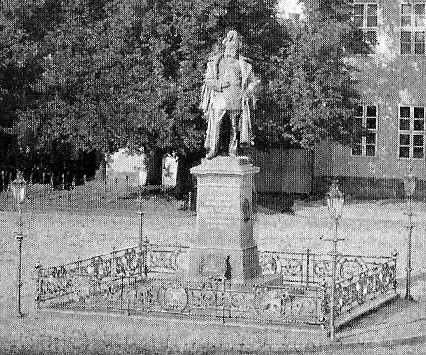
Kaiser-Denkmal mit Hauptwache, 1902

Am 26. September 1890 fand die feierliche Enthüllung des Kaiserdenkmals auf dem Ratzeburger Marktplatz statt. Die Errichtung des Denkmals hatten engagierte Bürger der Stadt durch Sammlungen freiwilliger Geldspenden ermöglicht. Die Gesamtkosten des Denkmals beliefen sich auf etwa 34.000 Mark.
Diese von dem Berliner Bildhauer Robert Bärwald geschaffene und von der Bronzegießerei der Aktiengesellschaft [vormals] Hermann Gladenbeck & Sohn in Friedrichshagen bei Berlin in Bronzeguss hergestellte 310 cm hohe Statue des verstorbenen Monarchen stand auf einem Postament aus rotem schwedischen Granit. An der Vorderseite des Sockels befand sich die Widmung: „DEM EINIGER / DEUTSCHLANDS / KAISER WILHELM I. / DEM SIEGREICHEN / DAS DANKBARE LAUENBURG.“
Die Rückseite trug die Inschrift: „Dem König von Preußen huldigte / das Herzogtum Lauenburg / am 26. September 1865.“ und darunter „Errichtet am 26. September 1890.“ An der linken bzw. rechten Seite des Sockels waren runde Reliefmedaillons von Bismarck und Moltke aus Bronze angebracht. Das Standbild und die Reliefs wurden 1944 Opfer der Metallspende des deutschen Volkes; der leere Sockel wurde nach 1945 beseitigt.

### Seit dem 20. Jahrhundert

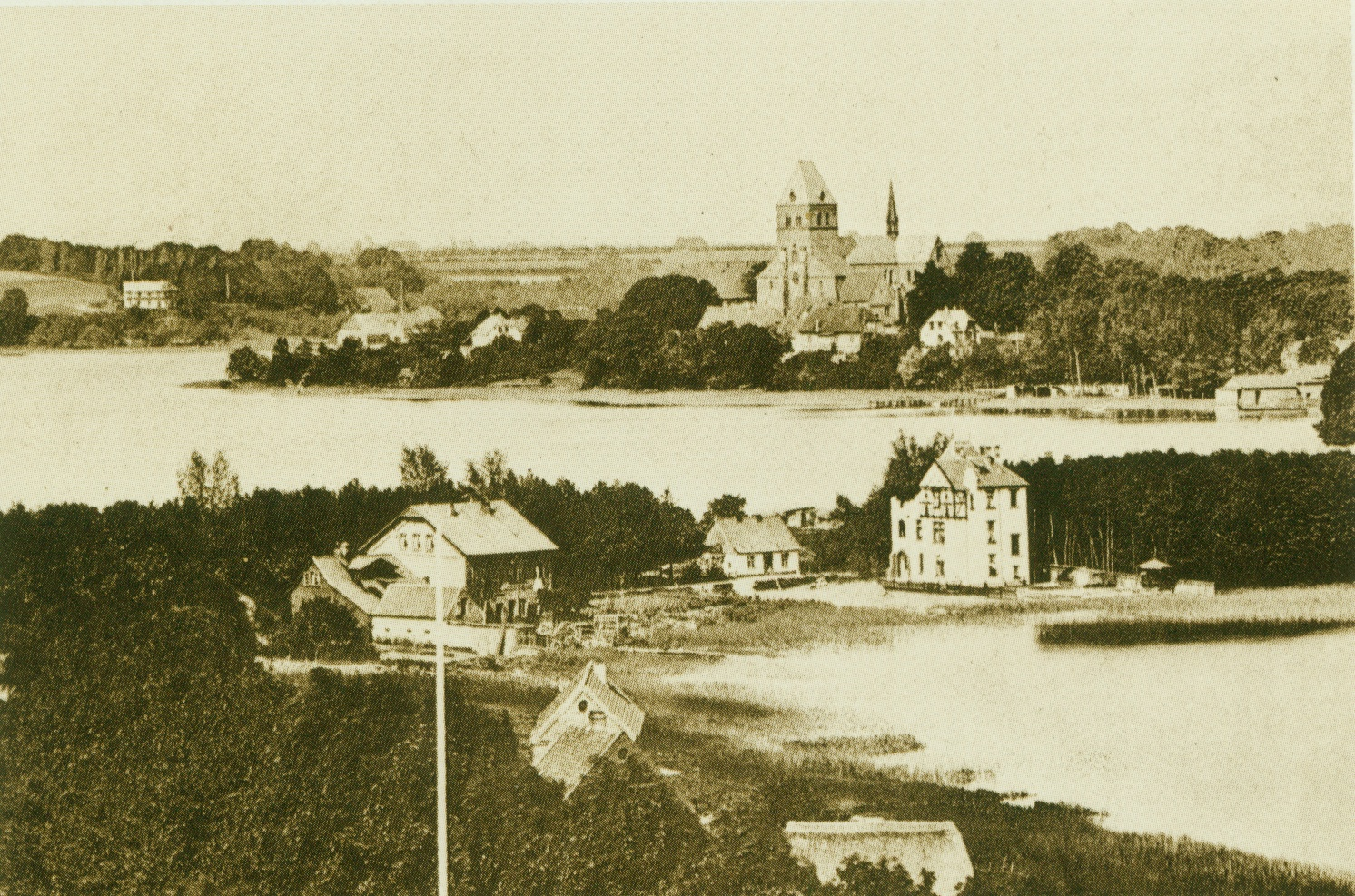
Dominsel im Jahr 1895

Anders als der Rest der Stadt war der Domhof lange im Herrschaftsgebiet des Bischofs und gehörte seit 1803 zu Mecklenburg-Strelitz. Erst mit dem Groß-Hamburg-Gesetz 1937 wurde der Dombezirk Teil der Stadtgemeinde. Bei der Neugliederung 1937 kam der Domhof damit auch zur preußischen Provinz Schleswig-Holstein. Die Kirchengemeinde des Doms blieb Teil der Evangelisch-Lutherischen Landeskirche Mecklenburg; das Domarchiv verwahrte nach Kriegsende über viele Jahrzehnte die Sammlung älterer Kirchenbücher (fast) aller mecklenburgischer Gemeinden, die inzwischen ins Landeskirchliche Archiv Schwerin rückgeführt wurde. Ratzeburg ist seit 2003 Sitz der Luther-Akademie.
Zum Ende des Zweiten Weltkrieges wuchs die Einwohnerzahl Ratzeburgs erheblich durch Flüchtlinge und Vertriebene aus den ehemaligen deutschen Ostgebieten. Mitte März 1945 wurde daher in Ratzeburg eine Treckleitstelle eingerichtet. Ratzeburg war überfüllt und viele der Flüchtlinge mussten weitertransportiert werden, nur die Kranken blieben zurück. Nicht jeder Flüchtling überlebte die Strapazen der Flucht. Auf dem Friedhof an der Seedorfer Straße zeugen noch 191 Gräber von Flüchtlingen, darunter 25 von Kindern, von diesem Leid.
Am 2. Mai 1945 wurde Ratzeburg kampflos von den Briten besetzt. Noch am selben Tag flüchtete die Geschäftsführende Reichsregierung aus dem 50 Kilometer weiter nördlich gelegenen Raum Eutin-Plön weiter in den Sonderbereich Mürwik. Zwei Tage später erfolgte die Teilkapitulation der Wehrmacht für Nordwestdeutschland, Dänemark und die Niederlande.

## Politik

### Stadtvertretung
- CDU: 7
- Grüne: 5
- SPD: 4
- FDP: 2
- FRW: 10

Die Stadtvertretung ist die kommunale Volksvertretung der Stadt Ratzeburg. Über die Zusammensetzung entscheiden die Bürger alle fünf Jahre. Die letzte Kommunalwahl fand am 14. Mai 2023 statt. Diese führte bei einer Wahlbeteiligung von 45,6 % zu nebenstehender Zusammensetzung der Stadtvertretung.
Vorsitzender der Stadtvertretung ist der Stadtpräsident. Im Juni 2023 wurde Andreas von Gropper (FRW) von der neuen Stadtvertretung zum Stadtpräsidenten gewählt. Er wurde somit der Nachfolger von Ottfried Feußner (CDU). Seine Stellvertreter sind Michael Jäger (CDU) und Helma Burazerovic (Grüne).
Die Stellvertreter des Bürgermeisters werden ebenso wie der Stadtpräsident von der Stadtvertretung gewählt. Erster stellvertretender Bürgermeister und somit auch erster Stadtrat ist seit Juni 2023 Jürgen Hentschel (FRW). Weitere Stellvertreter sind Martin Bruns (CDU) und Reimar J. C. von Wachholtz (Grüne).
Die Fraktionen werden geleitet von den Fraktionsvorsitzenden. Seit der Kommunalwahl 2023 sind dies Jürgen Hentschel (FRW), Ralf Röger (CDU), Robert Wlodarczyk (Grüne), Uwe Martens (SPD) und Nicolas Reuß (FDP).
| Fraktion | Name                       | Seit | Funktionen                                                                          |
| -------- | -------------------------- | ---- | ----------------------------------------------------------------------------------- |
| FRW      | Bettina Bahrs              | 2023 |                                                                                     |
| FRW      | Lasse Bruhn                | 2023 |                                                                                     |
| FRW      | Andreas von Gropper        | 2013 | Stadtpräsident                                                                      |
| FRW      | Jürgen Hentschel           | 2013 | Fraktionsvorsitzender, Erster Stadtrat                                              |
| FRW      | Jane Kischel               | 2023 |                                                                                     |
| FRW      | Björn Knabe                | 2023 | Stellv. Fraktionsvorsitzender                                                       |
| FRW      | Lutz Meusen                | 2023 |                                                                                     |
| FRW      | Esther Morawe              | 2022 |                                                                                     |
| FRW      | Heinz Suhr                 | 1998 | Ausschussvorsitz Finanzausschuss                                                    |
| FRW      | Werner Rütz                | 2003 | Ausschussvorsitz Planung, Bau und Umwelt                                            |
| CDU      | Martin Bruns               | 2018 | Ausschussvorsitz Wirtschaft, Tourismus und Stadtmarketing, 2. Stellv. Bürgermeister |
| CDU      | Dirk-Michael Jäger         | 2018 | Stellv. Fraktionsvorsitzender, Stellv. Stadtpräsident                               |
| CDU      | Ralf Röger                 | 2018 | Fraktionsvorsitzender                                                               |
| CDU      | Lars Rothfuß               | 2018 |                                                                                     |
| CDU      | Corinna Ruth               | 2023 |                                                                                     |
| CDU      | Carsten Stemich            | 2018 |                                                                                     |
| CDU      | Marion Wisbar              | 2012 | Stellv. Fraktionsvorsitzende                                                        |
| GRÜNE    | Helma Burazerovic          | 2018 | Stellv. Fraktionsvorsitzende, 2. Stellv. Stadtpräsidentin                           |
| GRÜNE    | Svenja Kroll               | 2023 |                                                                                     |
| GRÜNE    | Ulrike Walther             | 2023 |                                                                                     |
| GRÜNE    | Reimar J. C. von Wachholtz | 2023 | Ausschussvorsitzender Hauptausschuss, 3. Stellv. Bürgermeister                      |
| GRÜNE    | Robert Wlodarczyk          | 2023 | Fraktionsvorsitzender                                                               |
| SPD      | Dennis Haase               | 2023 |                                                                                     |
| SPD      | Uwe Martens                | 2017 | Fraktionsvorsitzender                                                               |
| SPD      | Matthias Radeck-Götz       | 2018 | Ausschussvorsitzender Schule, Jugend und Sport, Stellv. Fraktionsvorsitzender       |
| SPD      | Carsten Ramm               | 2018 |                                                                                     |
| FDP      | Frederic Götze             | 2023 | Stellv. Fraktionsvorsitzender                                                       |
| FDP      | Nicolas Reuß               | 2023 | Fraktionsvorsitzender                                                               |

### Bürgermeister
| - 1872–1896: Gustav Heinrich Friedrich Hornbostel - 1897–1909: Friedrich Tronier - 1909–1925: Friedrich Goecke - 1926–1938: Karl Saalfeld - 1938–1939: Karl Michaelis - 1939–1945: Max Stelter - 1945–1946: Karl Kiesewetter | - 1946–1962: Otto Hofer - 1962–1968: Friedhelm Schöber - 1968–1989: Peter Schmidt - 1989–2001: Bernd Zukowski - 2001–2007: Michael Ziethen - 2007–2019: Rainer Voß - 2019–2021: Gunnar Koech - seit 2022: Eckhard Graf |

### Bürgermeisterabwahl
Am 22. August 2021 kam es zur ersten Abwahl des Bürgermeisters in der Geschichte der Stadt Ratzeburg. Aufgrund der Diskrepanzen zwischen Bürgermeister Gunnar Koech und der Stadtvertretung kam es zum Abwahlverfahren. Der aktuelle Bürgermeister Eckhard Graf trat ohne Unterstützung seiner Partei (SPD) an.

### Wappen
Blasonierung: „In Silber eine durchgehende rote Burg mit offenem, rundbogigem Tor, bis zum unteren Schildrand reichender Zinnenmauer und drei Zinnentürmen, von denen der mittlere, höhere mit blauem Spitzdach (darauf ein roter Knauf) versehen ist; neben den aufgeschlagenen, goldenen Torflügeln je drei goldene, aus dem unteren Schildrand emporwachsende niedrige Palisadenpfähle.“

### Partnerstädte

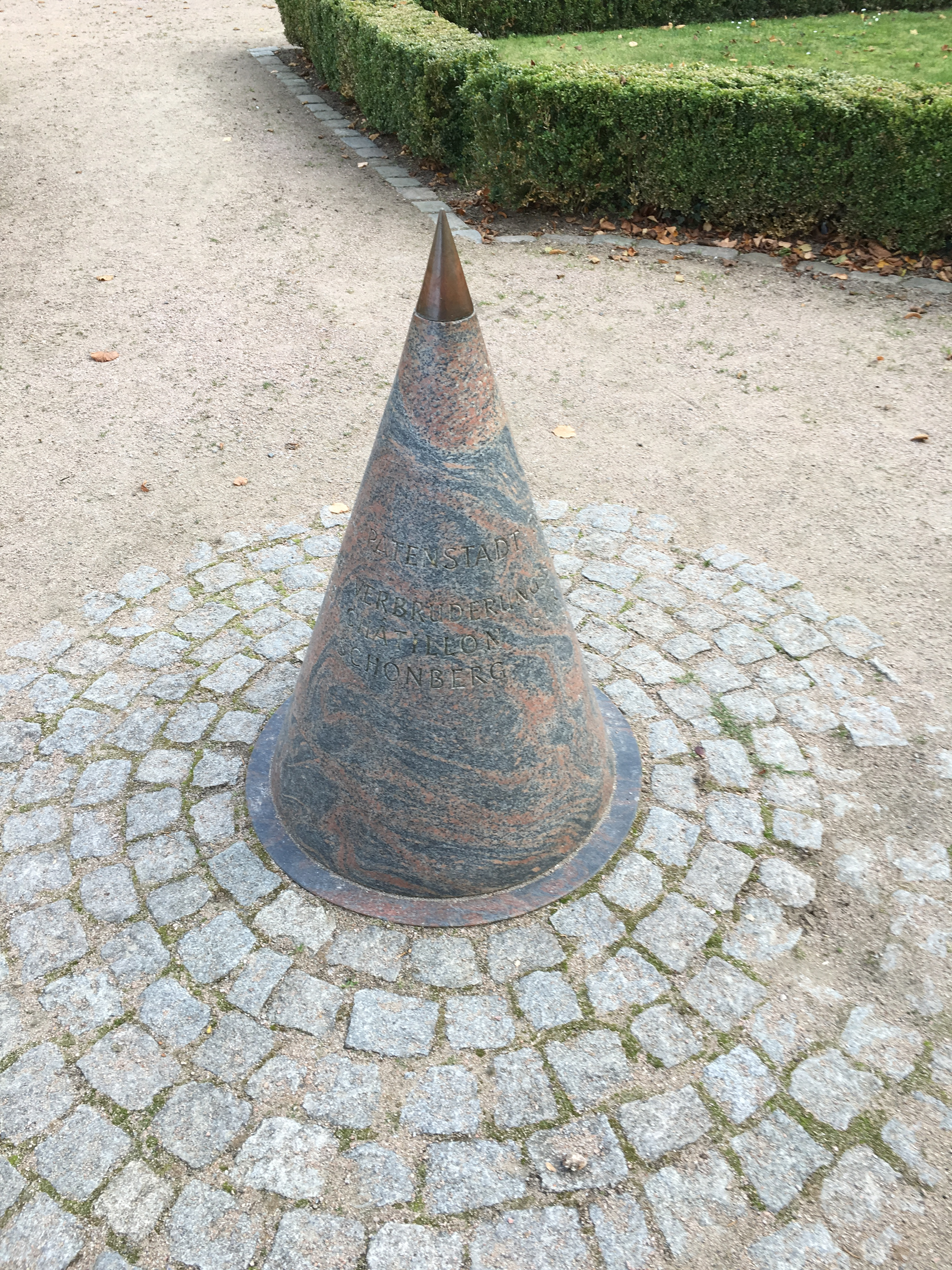
Denkmal für die Partnerstädte Ratzeburgs (hinter dem Rathaus)

- Châtillon-sur-Seine in Frankreich, seit dem 10. Juli 1960
- Esneux in Belgien, seit dem 23. August 1969
- Walcourt in Belgien, seit dem 23. August 1969
- Ribe in Dänemark, seit dem 1. April 1989
- Schönberg, Deutschland, seit dem 7. Oktober 1990
- Sopot, Polen, seit dem 4. Juni 1994
- Strängnäs, Schweden, seit dem 29. Juni 1996

## Verkehr und öffentliche Einrichtungen

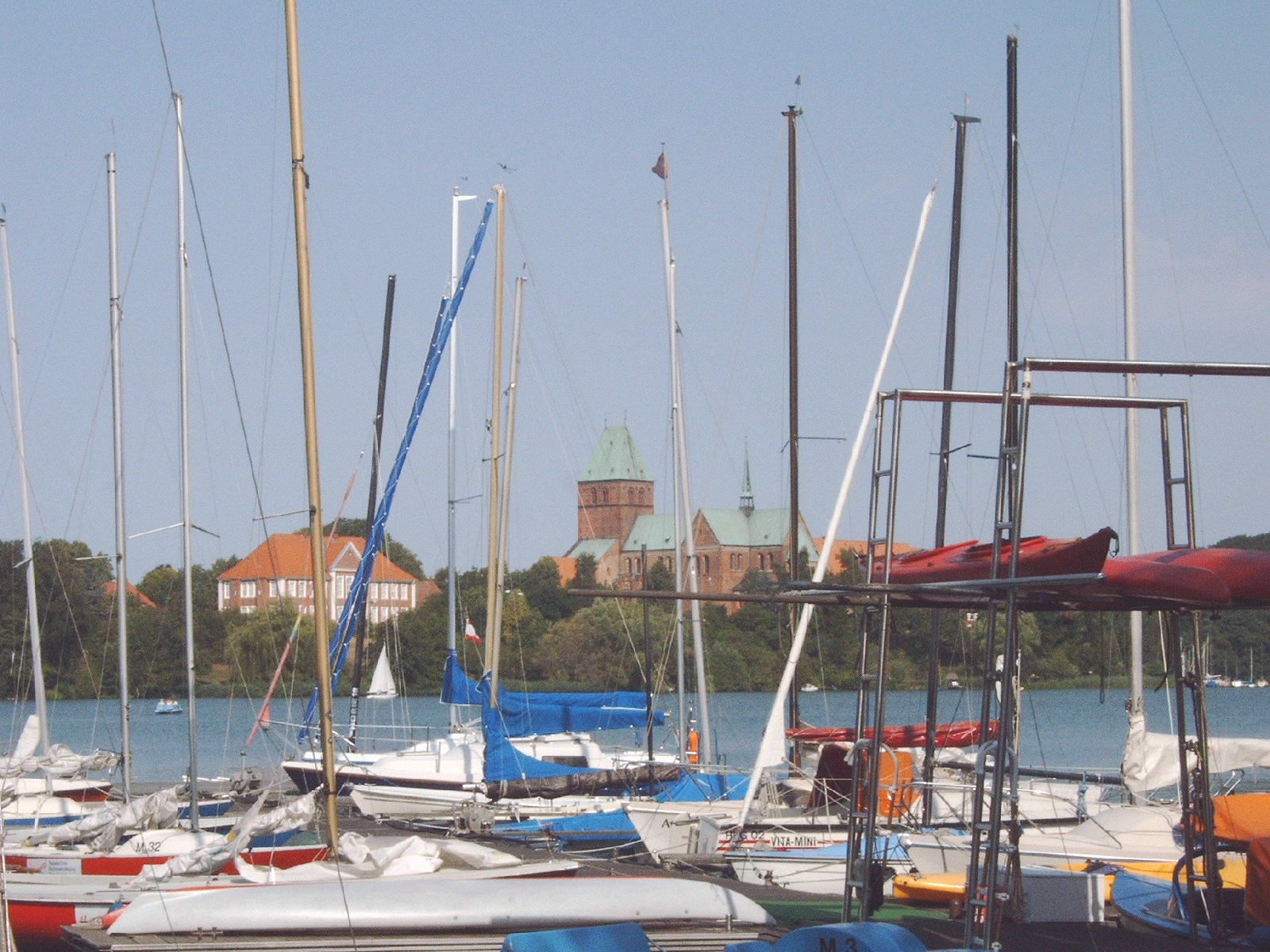
Blick über den Ratzeburger See auf die Dominsel

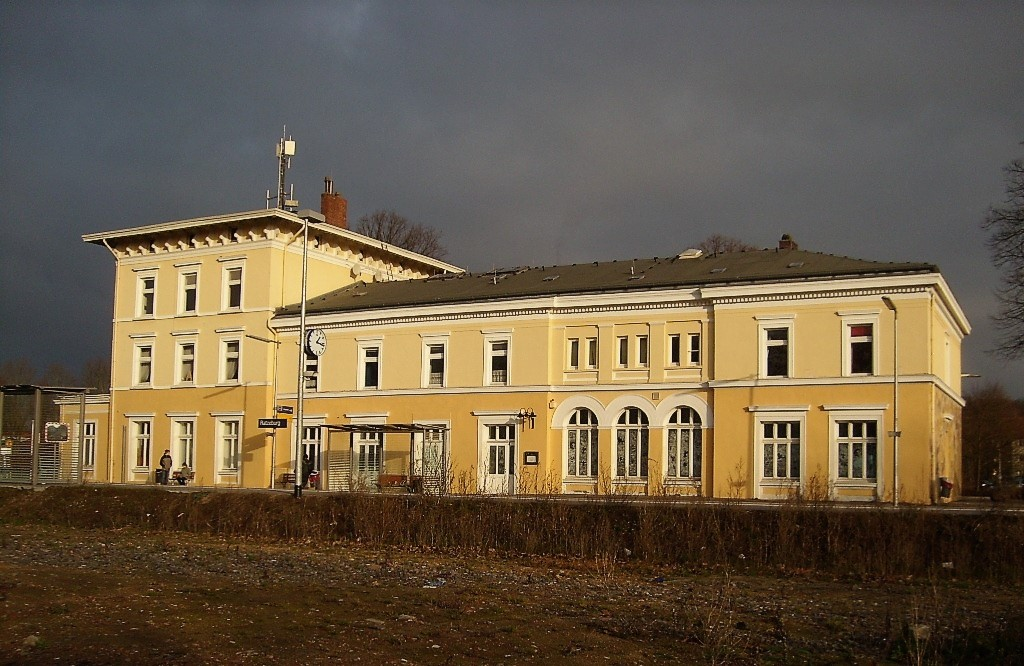
Bahnhof Ratzeburg

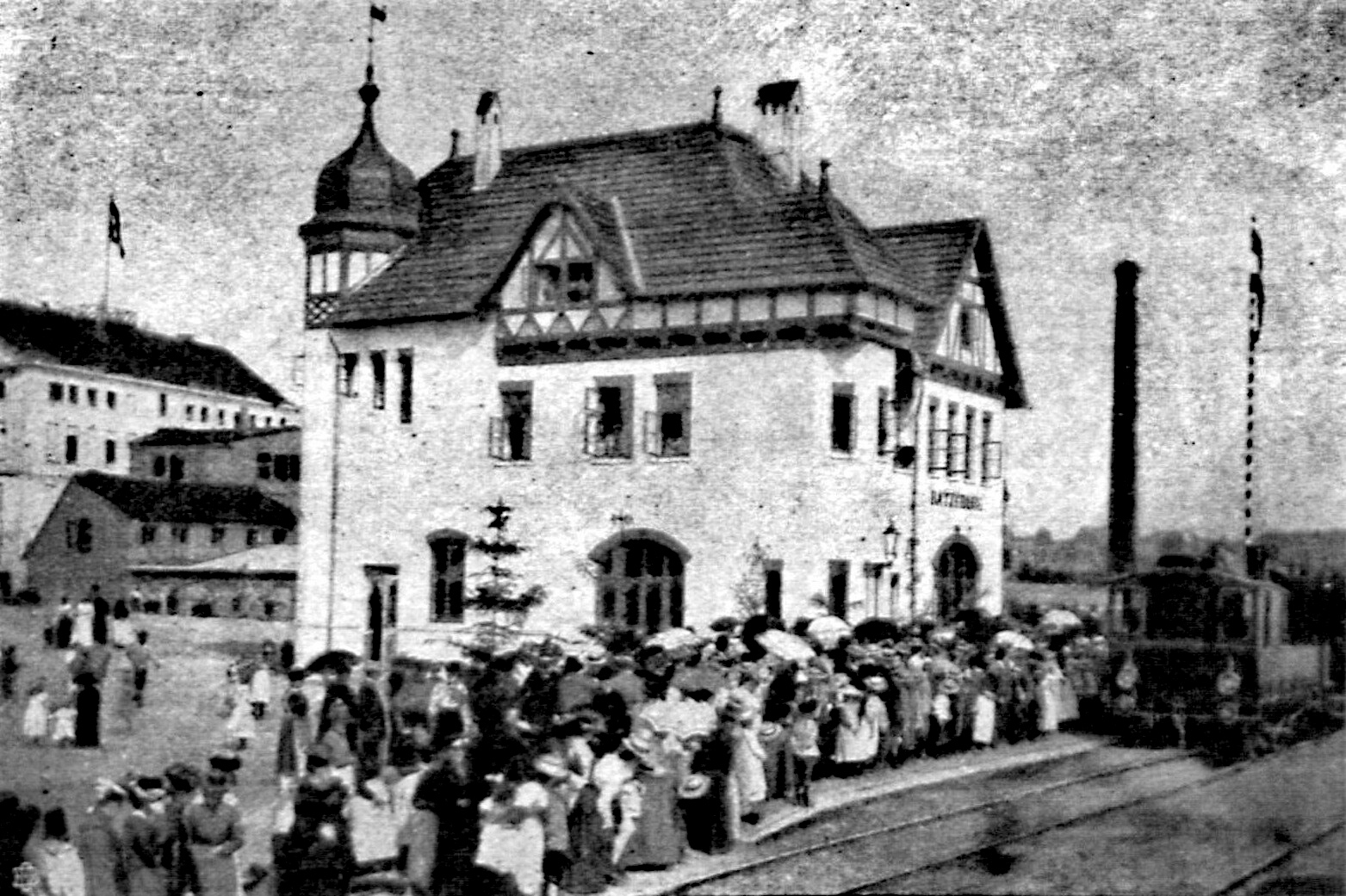
Ankunft des ersten Zuges auf der Kleinbahn in Ratzeburg am 27. Juni 1903

### Verkehr
Ratzeburg liegt in unmittelbarer Nähe der Bundesstraße 207, die als Alte Salzstraße von Lüneburg nach Lübeck an der westlichen Stadtgrenze verläuft. Die B 208 von Bad Oldesloe nach Gadebusch und Wismar sowie Richtung Schwerin, führt durch die Stadt. Nördlich besteht Anschluss an die Ostseeautobahn A 20 (Anschlussstelle Groß Sarau), südlich an die A 24 Hamburg – Berlin, (Anschlussstellen Talkau und Hornbek). Am 20. Februar 2012 begann in Ratzeburg eines der größten Bauvorhaben in der Geschichte der Inselstadt, nämlich die komplette Neugestaltung des östlichen Zugangs zur Insel mit Errichtung zweier neuer Brückenbauwerke. Wegen der besonderen Bedeutung dieses Bauvorhabens hatte die Stadt zu diesem Thema eine eigene Homepage eingerichtet. Am 27. August 2014 erfolgte dann die Verkehrsfreigabe für die sog. „Südliche Sammelstraße“ und das Bauprojekt war im Wesentlichen abgeschlossen.
Der regionale Flughafen Lübeck-Blankensee ist knapp 20 Kilometer entfernt, bis zum internationalen Flughafen Hamburg-Fuhlsbüttel sind es etwa 70 Kilometer.
Der Bahnhof Ratzeburg liegt an der Bahnstrecke Lübeck–Lüneburg. Mit der Bahn ist Ratzeburg aus Richtung Lübeck und Lüneburg jeweils stündlich zu erreichen. Ratzeburg ist dem Hamburger Verkehrsverbund (HVV) angeschlossen.
Bis 1945 war Ratzeburg Eisenbahnknoten. Hier kreuzte die Kaiserbahn von Berlin über Hagenow und Zarrentin nach Kiel (über Bad Oldesloe und Neumünster). Zwischen Hollenbek und Zarrentin wurde die Strecke durch die Teilung Deutschlands unterbrochen. Der Abschnitt Bad Oldesloe–Ratzeburg wurde 1971 stillgelegt und abgebaut. Seit 1998 verkehren Draisinen der Erlebnisbahn Ratzeburg auf dem Streckenabschnitt nach Hollenbek, die mit jährlich 50.000 Gästen ein wichtiger Tourismusfaktor geworden sind.
Die Ratzeburger Kleinbahn, die in der Zeit von 1908 bis 1934 nach Klein Thurow führte, hatte lediglich regionale Bedeutung.

### Öffentliche Einrichtungen
Ratzeburg ist als Kreisstadt Sitz der Kreisverwaltung des Kreises Herzogtum Lauenburg (Barlachstraße 2), Sitz eines Amtsgerichtes (das Amtsgericht Ratzeburg befindet sich an der Herrenstraße 11) und eines Finanzamtes (Bahnhofsallee 20).

## Kultur und Sehenswürdigkeiten

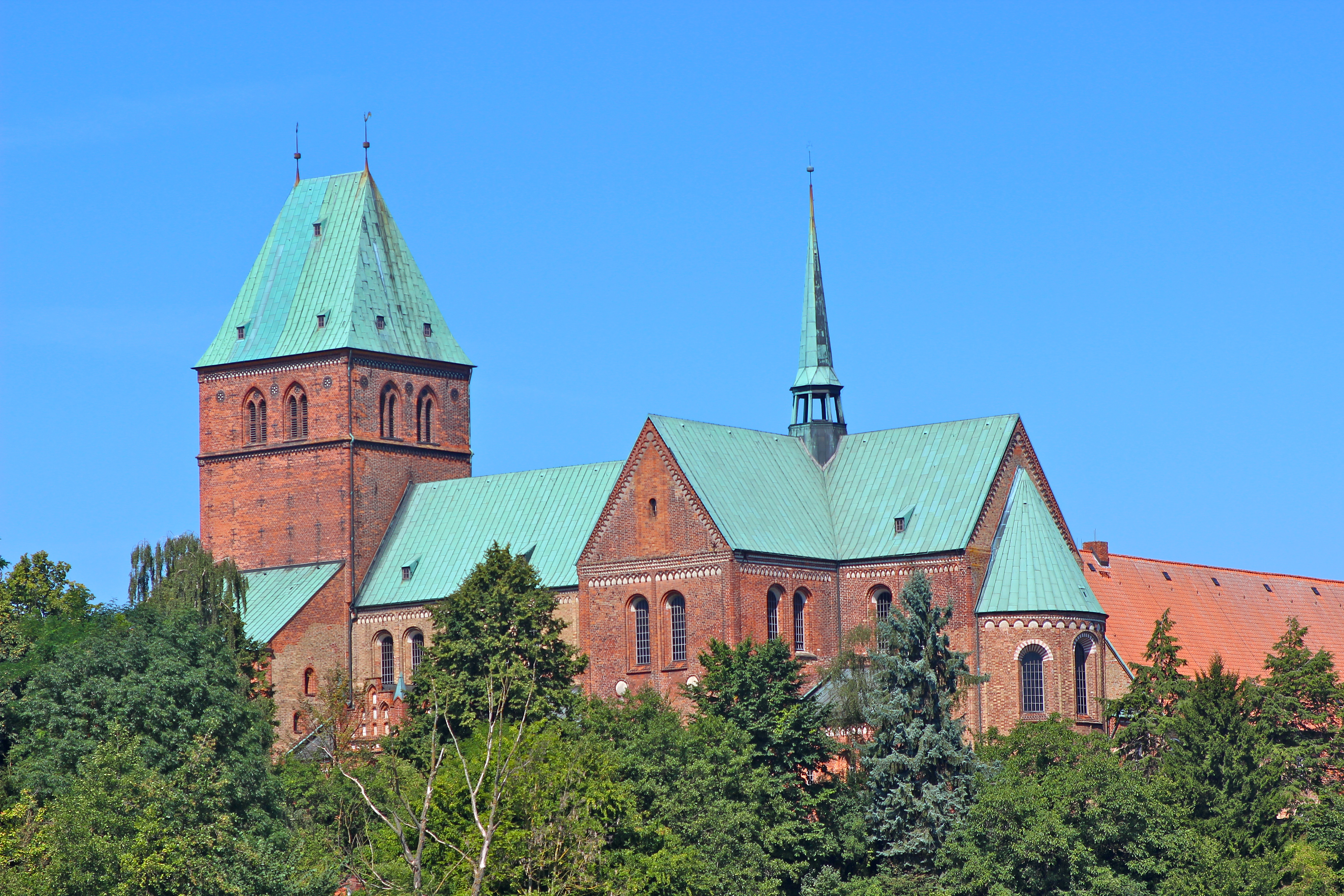
Dom von Ratzeburg

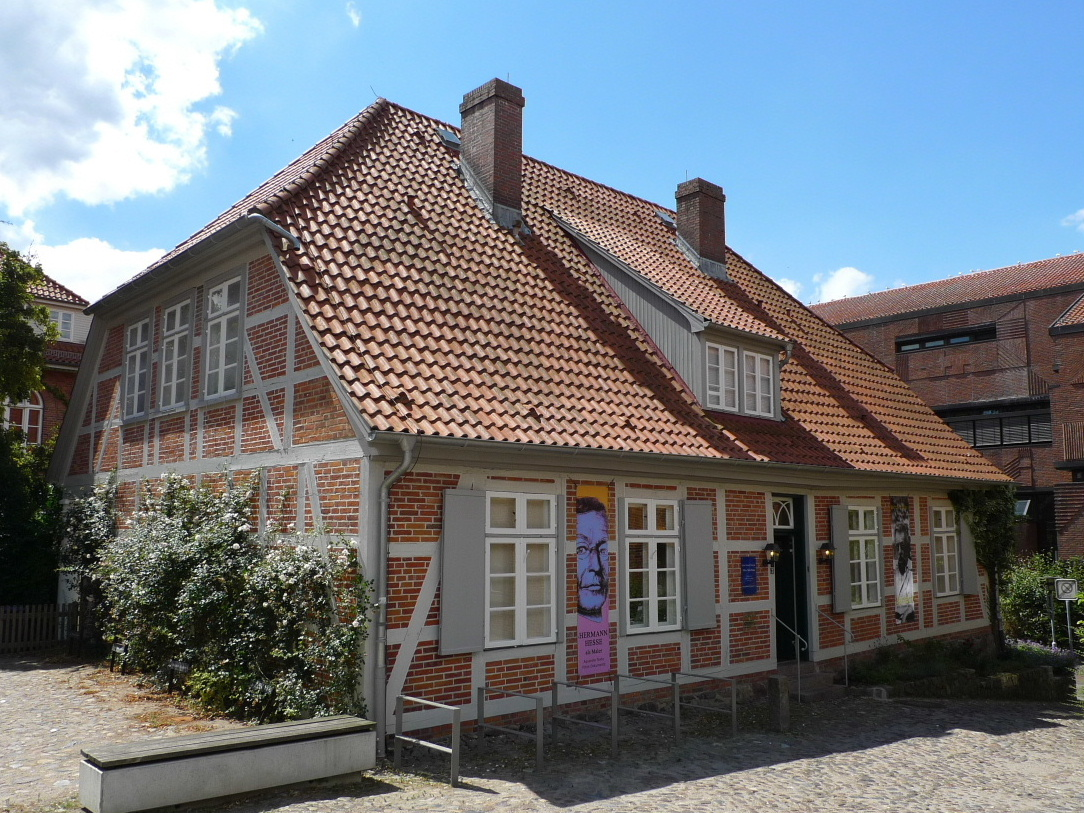
Ernst Barlachs „Altes Vaterhaus“ – heute: Ernst Barlach Museum Ratzeburg

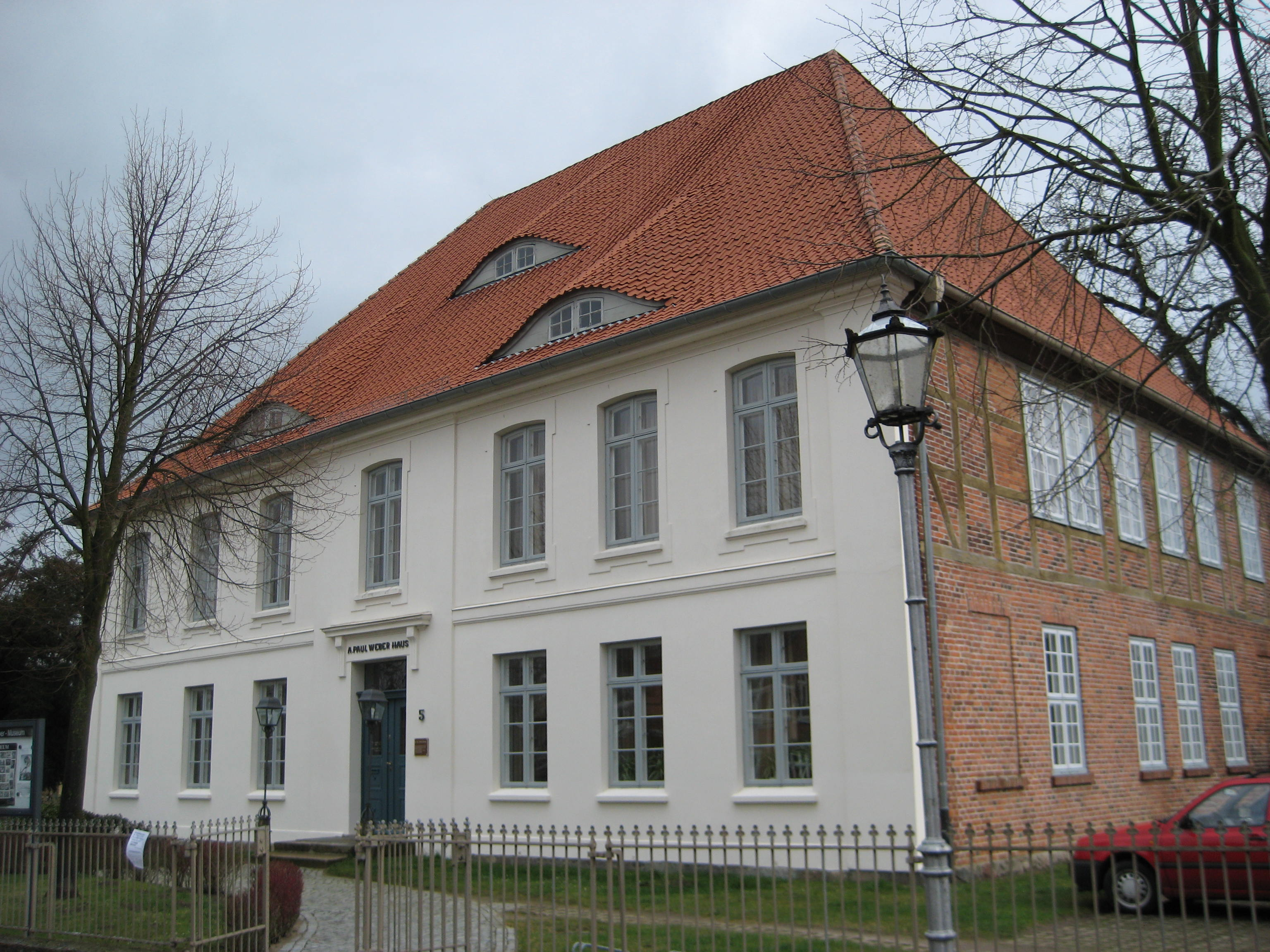
A.-Paul-Weber-Museum

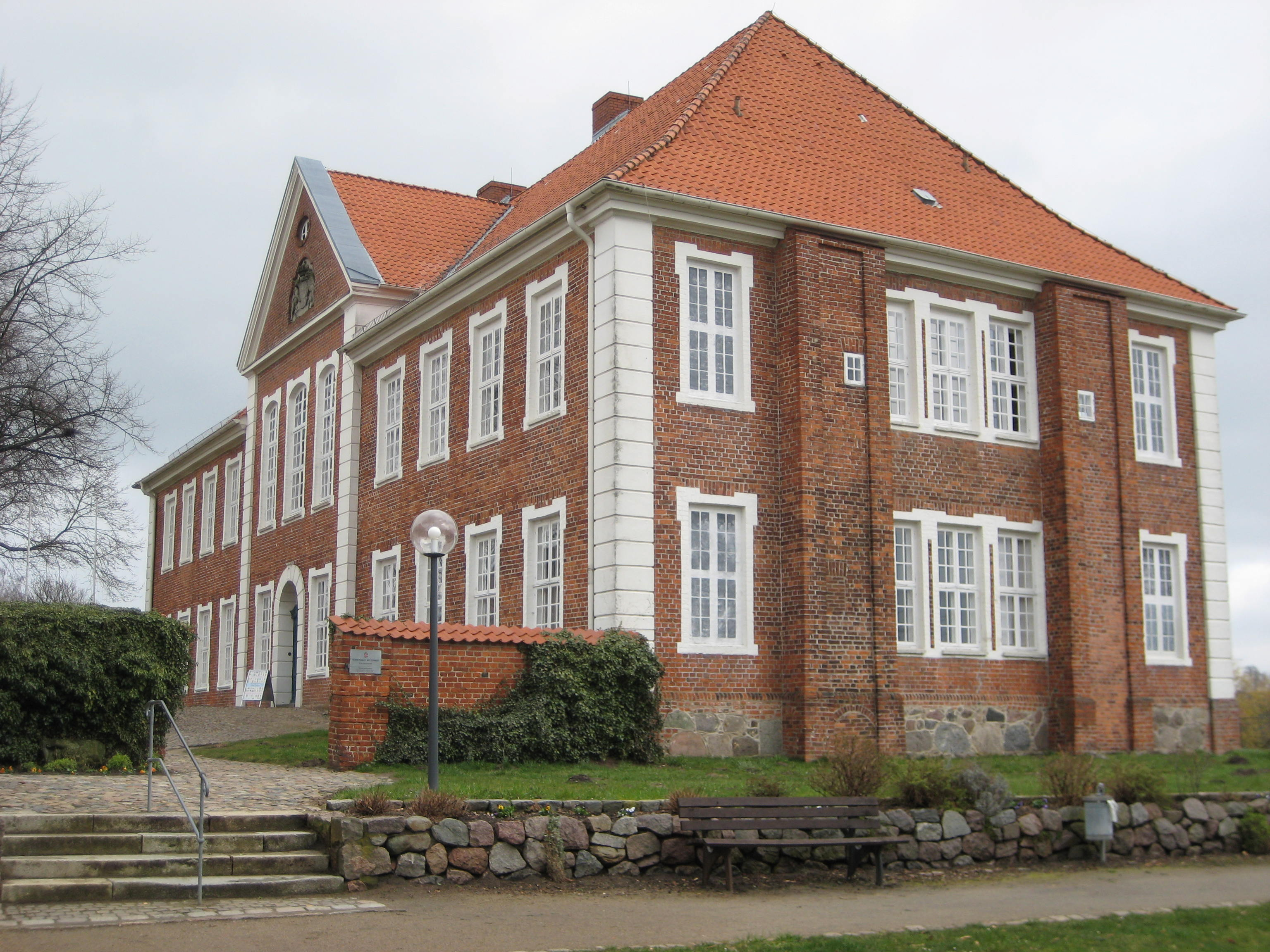
Kreismuseum im ehemaligen Herrenhaus

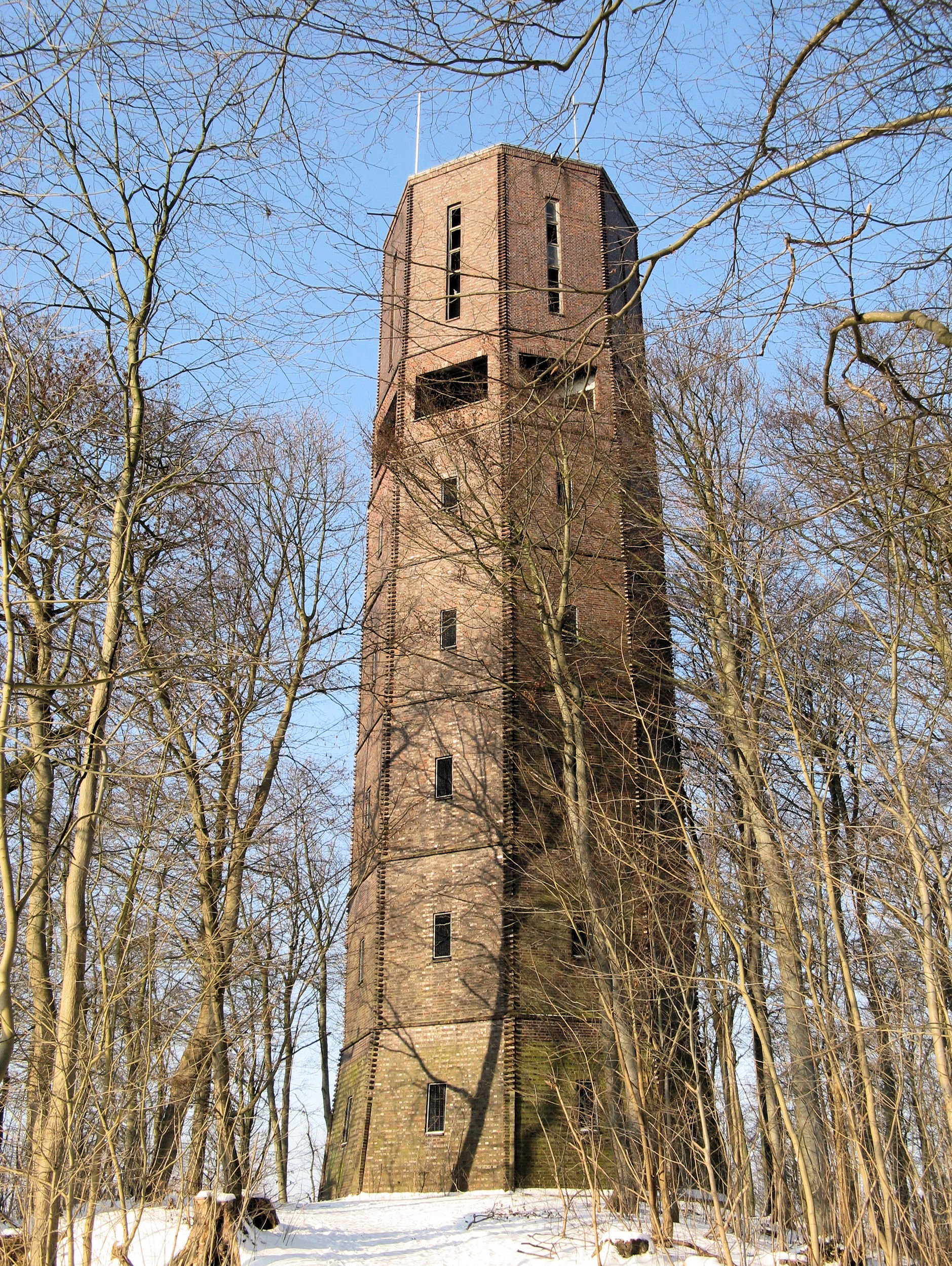
Wasserturm auf der Hindenburghöhe

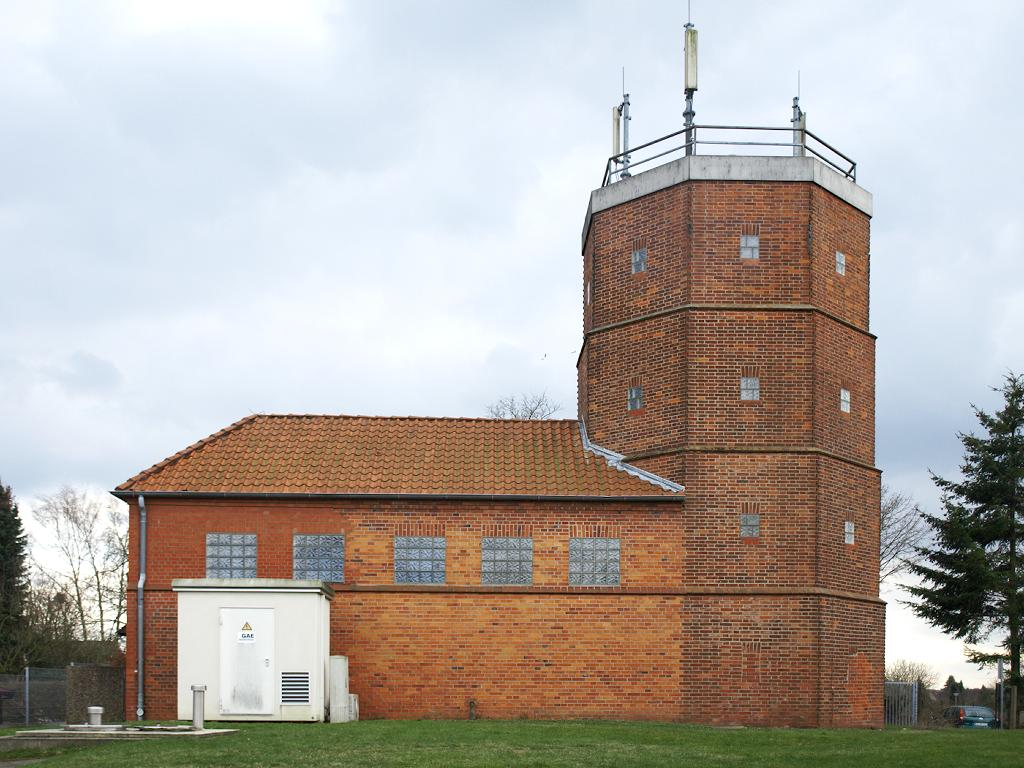
Wasserturm St. Georgsberg

In der Liste der Kulturdenkmale in Ratzeburg stehen die in der Denkmalliste des Landes Schleswig-Holstein eingetragenen Kulturdenkmale.

### Museen
- Kreismuseum im Herrenhaus am Dom
- A.-Paul-Weber-Museum
- Ernst Barlach Museum Ratzeburg

### Bauwerke
- Vorgängerin des Doms und älteste Kirche im Herzogtum Lauenburg ist St. Georg auf dem Berge auf dem Georgsberg. Die erste Kirche an dieser Stelle wurde 1066 im Wendenaufstand zerstört. Die ursprüngliche Feldsteinkirche des 12. Jahrhunderts mit ihrem für Lauenburg später typisch werdenden Rechteckchor wurde Anfang des 13. Jahrhunderts über den Feldsteinfundamenten aus Backstein erneuert. Der spätbarocke Altar erinnert an den ehemaligen Fredenhagen-Altar des Thomas Quellinus in der Lübecker Marienkirche.
- Der die Stadtinsel überragende romanische Ratzeburger Dom wurde zwischen 1160 und 1220 errichtet und beherbergt die Gebeine des Hl. Ansverus. Gestiftet wurde der Dom von Heinrich dem Löwen, er ist eine der ältesten Kirchen des Landes. Zur Kirche gehört der Kreuzgang und ein Friedhof.
- Die klassizistische St.-Petri-Kirche, von 1787 bis 1791 durch Johann Friedrich Laves als reine Predigtkirche erbaut, ist das seltene Beispiel einer querschiffig angelegten Saalkirche. Altartisch, Kanzel und Orgelprospekt bilden eine raumhohe Einheit im Zopfstil, damit gilt diese Kirche als mustergültig für den protestantischen Kirchenbau des 18. Jahrhunderts in Norddeutschland.
- Das für Herzog Adolf Friedrich IV. von Mecklenburg-Strelitz erbaute spätbarocke Herrenhaus der Herzöge von Mecklenburg von 1766 am Domhof beherbergt heute das Kreismuseum Herzogtum Lauenburg. Im Rokoko-Saal finden Konzerte und andere kulturelle Veranstaltungen statt.
- Der Pulverkeller ist der Rest eines 1691 erbauten brand- und beschusssicheren Munitionsdepots; im Keller wurden explosive Materialien wie Schießpulver gelagert, im Erdgeschoss Waffen, Lunten und Ausrüstung der welfischen Truppen.
- Das Burgtheater in Ratzeburg: Unter der Leitung des Architekten Cäsar Pinnau entstand 1950 der klassizistische (Film-)Theaterbau, bis heute einmalig im Kreis Herzogtum Lauenburg.[20] Heute noch befindet sich hier das Kino von Ratzeburg.
- Der Wasserturm auf der Hindenburghöhe wurde 1904 errichtet. 1935 wurde er erweitert und neu ummauert. Der alte Turmbau befindet sich noch im Innern.
- Kleiner, aber höher gelegen ist der Wasserturm im Stadtteil St. Georgsberg.
- Das Alte Kreishaus in Ratzeburg beherbergt im Sitzungssaal einen bemerkenswerten Kunstschatz: den Ratzeburger Gobelin-Zyklus von Wanda Bibrowicz.

## Bildung und Kultur

### Schulen
- Grundschulen des Schulverbandes Ratzeburg mit den Standorten Scheffelstraße und Mechower Straße (Vorstadt), 688 Schüler in 32 Klassen
- Gemeinschaftsschule Lauenburgische Seen, Heinrich-Scheele-Straße, 717 Schüler in 32 Klassen
- Gymnasium Lauenburgische Gelehrtenschule, Bahnhofsallee, 773 Schüler in 32 Klassen
- Förderzentrum Pestalozzischule, Seminarweg, 65 Schüler in 5 Klassen (211 insgesamt Betreute)

(Schülerzahlen aus dem Schuljahr 2018/2019)
- Volkshochschule Ratzeburg, Unter den Linden
- Stadtbücherei, Unter den Linden

### Regelmäßige Veranstaltungen
- Juni: Internationale Ruder-Regatta auf dem Großen Küchensee
- Juli: Ratzeburger Töpfermarkt
- Open Air Kino im Sommer
- August: Racesburg Wylag (Mittelaltermarkt seit 1995)
- August: Ratzeburger Bürger- und Schützenfest
- Dezember: Ratzeburger Adventslauf (immer am 1. Advent manchmal also schon Ende November, veranstaltet vom Ratzeburger Sportverein)

### Einrichtungen
- Der CVJM betreibt in Ratzeburg ein Freizeit- und Segelzentrum.
- Die Evangelische Familienbildungsstätte hält ein breit gefächertes Veranstaltungsprogramm für Menschen aller Generationen bereit.
- Die Erlebnisbahn Ratzeburg bietet ein Freizeitprogramm auf der Bahnstrecke Ratzeburg-Hollenbek und an anderen Stationen in und um Ratzeburg.
- Ruderakademie Ratzeburg
- Die Burgtheater Kulturgesellschaft sorgt für Theater, Kino, Kabarett und vielen weiteren Veranstaltungen im Burgtheater Ratzeburg.
- Jugendherberge
- Seit 1955 befindet sich in Ratzeburg die als Grenzschutzgruppe 7 (GSG 7) gegründete Bundespolizeiabteilung Ratzeburg mit drei Einsatzhundertschaften und einer Technischen Einsatzhundertschaft.[22]
- Ein Pastoralkolleg wird von der 2012 gegründeten Nordkirche unterhalten, die eine Fusion aus der ehemaligen Nordelbischen, der Pommerschen und der Landeskirche Mecklenburgs ist.

### Bundespolizeiabteilung
Die Bundespolizeiabteilung Ratzeburg beherbergt heute drei Einsatzhundertschaften, darunter eine Technische Einsatzhundertschaft. 2018 wurde das Gelände der Bundespolizei auf 7.800 Quadratmeter vergrößert. 2021 wurde beschlossen den Standort in Ratzeburg weiter auszubauen und es wurden Mittel vom Bund in Höhe von 9,5 Millionen Euro bewilligt. Bis spätestens einschließlich 2024 sollen alle geplanten Neubauten auf dem Gelände gebaut werden.

### Sportvereine
- Ratzeburger Kanu Club (RKC)
- Ratzeburger Segler Verein (RSV)
- Ratzeburger Ruderclub (RRC), gegründet im Jahr 1953 unter der Ägide des Ruder-Trainers Karl Adam und dessen Mentor Alfred Block
- Ratzeburger Sportverein (RSV)
- Ratzeburger Schachclub Inselspringer von 1937 e. V.
- Fechtclub Inselstadt Ratzeburg (FCIR)
- Ratzeburger Schützengilde von 1551 e. V.
- Spielmannszug Ratzeburg von 1946 e. V.
- Ratzeburger Sportfischerverein von 1925 e. V.
- Reit und Fahrverein Ratzeburg
- To-Judo-Kan Ratzeburg von 1972 e. V. (TJK Ratzeburg)
- Tennisverein Blau Weiss

### Vereine
- Bürgerstiftung Ratzeburg (gegr. 2003 als erste Bürgerstiftung des Kreises Herzogtum Lauenburg)
- Förderverein Ernst-Barlach-Museum Ratzeburg e. V. (gegr. 2001)
- Heimatbund und Geschichtsverein Herzogtum Lauenburg e. V. (gegr. 1949 mit Sitz in Ratzeburg)
- Kleingärtnerverein Ratzeburg e. V. (gegr. 1948) mit Anlage am Wasserturm und am Röpersberg
- Verein Ehemaliger Jäger Ratzeburg (gegr. 1908 in der Tradition des Lauenburgischen Jäger-Bataillons Nr. 9)

## Persönlichkeiten

### Ehrenbürger
- 1877: David Joachim Jakob Richter (1794–1880), 1821–1877 Stadtsekretär der Stadt Ratzeburg und Herausgeber einer Sammlung lauenburgischer Verordnungen und Gesetze; Verleihung der Ehrenbürgerschaft anlässlich der Pensionierung 1877
- 1890: Otto von Bismarck (1815–1898), Reichskanzler; Verleihung der Ehrenbürgerschaft anlässlich seines 75. Geburtstages in Anbetracht seiner Verdienste um das Wohl der Stadt und ihrer Bewohner
- Johannes Spehr (1849–1916), Kaufmann, Senator, 2. Bürgermeister; Verleihung der Ehrenbürgerschaft anlässlich der Niederlegung seines Bürgermeisteramtes (genaues Datum unbekannt)
- 1962: Karl Saalfeld (1887–1963), 1926–1938 Bürgermeister, 1951–1962 Bürgervorsteher der Stadt Ratzeburg; Verleihung der Ehrenbürgerschaft anlässlich der 900-Jahr-Feier der Stadt 1962
- 1962: Karl Adam (1912–1976), Lehrer und Rudertrainer; Verleihung der Ehrenbürgerschaft anlässlich des Sieges bei der Ruder-WM 1962
- 1975: Gustav Drevs (1907–1988), Mitglied des Schleswig-Holsteinischen Landtags, Kreispräsident

### Söhne und Töchter der Stadt
- Katharina von Sachsen-Lauenburg (1513–1535), Königin von Schweden
- Franz II. von Sachsen-Lauenburg (1547–1619), von 1581 bis 1619 Herzog von Sachsen-Lauenburg
- August von Sachsen-Lauenburg (1577–1656), von 1619 bis 1656 Herzog von Sachsen-Lauenburg
- Franz Julius von Sachsen-Lauenburg (1584–1634), Prinz von Sachsen-Lauenburg
- Rudolf Maximilian von Sachsen-Lauenburg (1596–1647), kaiserlicher Obrist im Dreißigjährigen Krieg
- Heinrich Pape (1609–1663), Organist
- Anna Elisabeth von Sachsen-Lauenburg (1624–1688), Prinzessin von Sachsen-Lauenburg und durch Heirat Landgräfin von Hessen-Homburg
- Sibylle Hedwig von Sachsen-Lauenburg (1625–1703), Prinzessin und Herzogin von Sachsen-Lauenburg
- Johann Gotthard Böckel (1645–1702), Rechtswissenschaftler
- Andreas Gottlieb von Bernstorff (1649–1726), Kanzler im Fürstentum Lüneburg, Minister des Kurfürstentums Braunschweig-Lüneburg
- Bertram Christian von Hoinckhusen (1651–1722), Jurist, Richter und Kartograph
- Samuel Struck (1671–1720), Buchdrucker
- Anna Maria Franziska von Sachsen-Lauenburg (1672–1741), Prinzessin von Sachsen-Lauenburg und durch Heirat Pfalzgräfin von Neuburg und Großherzogin der Toskana
- Franziska Sibylla Augusta von Sachsen-Lauenburg (1675–1733), von 1707 bis 1727 Regentin der Markgrafschaft Baden-Baden
- Just Ludwig von Fabrice (1713–1771), Gutsherr, Verwaltungsjurist und Domherr
- Conrad Nahmmacher (1734–1768), evangelischer Theologe und Pädagoge
- Johann Wilhelm du Plat (1735–1806), kurhannoverscher Generalleutnant und Kartograf
- Anton Heinrich du Plat (1738–1791), kurhannoverscher Generalleutnant und Kartograf
- Johann Friedrich von Kaufmann (1757–1833), Jurist, Oberamtmann, Hof-, Kanzlei- und Konsistorialrat und Gerichtsschulze
- Friedrich Christian Block (1763–1842), lutherischer Pastor und Superintendent, Mitgründer der Lauenburg-Ratzeburgischen Bibelgesellschaft
- Rudolf Chappuzeau (1769–1817), Amtmann in Lauenburg an der Elbe
- Friedrich Wilken (1777–1840), Historiker (Orientalist) und Bibliothekar
- Ferdinand von Kielmansegg (1777–1856), hannoverscher General der Kavallerie und Minister des Königreichs Hannover
- Christian von Kielmansegg (1782–1848), hannoverscher Jurist und Staatsrat, Abgeordneter der Ständeversammlung des Königreichs Hannover
- Carl Friedrich Wilhelm Catenhusen (1792–1853), evangelisch-lutherischer Theologe
- Ernst Brockelmann (1799–1878), Kaufmann und Politiker, Mitglied der Mecklenburgischen Abgeordnetenversammlung
- Cord Wischmann (um 1800–1857), Tischlermeister, liberaler Politiker, Mitglied der Bremischen Bürgerschaft
- Eduard Friedrich Walter (1801–1868), Verwaltungsjurist
- August Kohrs (1808–1884), geboren in St. Georgsberg, deutscher evangelisch-lutherischer Geistlicher und Abgeordneter der Lauenburgischen Landesversammlung
- Johannes Falke (1823–1876), Archivar und Historiker
- Jacob von Falke (1825–1897), Kultur- und Kunsthistoriker
- Ernst Elfeld (1829–1912), Kaufmann
- Adolf von Linstow (1832–1902), Generalleutnant
- Ernst Catenhusen (1841–1918), Dirigent und Komponist
- Anna Höchstädt (1854–?), Porträt- und Blumenmalerin
- Richard Eckermann (1862–1916), Marineoffizier, Schiffskommandant, Vizeadmiral im Ersten Weltkrieg
- Ida Giesecke (1866–1942), Malerin
- Friedrich Weidemann (1871–1919), Opernsänger, Bariton, Mitglied der Wiener Hofoper
- Martha Koepp-Susemihl (1872–1936), geboren in Neu-Vorwerk, Malerin
- Otto von Linstow (1872–1929), Geologe
- Ernst Burmester (1877–1917), Maler
- Theodor Götze (1878–1954), Heimatforscher und Museumsgründer
- Ernst Raydt (1880–1929), Fußballspieler
- Ferdinand Bock von Wülfingen (1883–1956), geboren in Neu-Vorwerk, Generalleutnant, Erbdroste und Erbkämmerer des Fürstentums Hildesheim
- Heinrich von Kozierowski (1889–1967), geboren in St. Georgsberg, Mitglied des nationalsozialistischen Reichstags
- Berthold Rodewald (1893–1966), Arzt
- Vollrath von Hellermann (1900–1971), General und Ritterkreuzträger
- Fritz Berendsen (1904–1974), Offizier, leitender Angestellter und Politiker (CDU), MdB
- Hermann Bengtson (1909–1989), Althistoriker
- Dietrich Morgenstern (1924–2007), Mathematiker
- Claus-Achim Eschke (1931–2013), Reeder und Honorarkonsul
- Günter Harder (1938–2025), Mathematiker
- Klaus Behrens (1941–2022), Ruderer
- Wilhelm Hornbostel (* 1943), Archäologe und Kunsthistoriker
- Gerhard Sellin (1943–2017), evangelischer Theologe
- Klaus Wockenfuß (1951–2022), Schachspieler, Internationaler Meister
- Rudolf Boch (* 1952), Historiker
- Gunther Tiersch (* 1954), Meteorologe und Goldmedaillengewinner bei Olympischen Spielen im Rudern
- Hans Barlach (1955–2015), Unternehmer
- Hans-Joachim Wilms (* 1955), letzter Vorsitzender der Gewerkschaft Gartenbau, Land- und Forstwirtschaft (GGLF) im DGB und Vorstandsmitglied der IG Bauen-Agrar-Umwelt sowie Mitglied im Europäischen Wirtschafts- und Sozialausschuss
- Burkhardt Ziemske (1956–2001), Rechtswissenschaftler und Hochschullehrer
- Knut Reuter (* 1959), Arzt, Kommandeur und Ärztlicher Direktor des Bundeswehrkrankenhauses Hamburg
- Carsten Köthe (* 1962), Hörfunkmoderator
- Ulrich Koglin (* 1963), Fernsehjournalist
- Nico Lumma (* 1972), Unternehmer
- Niclas Herbst (* 1973), Politiker (CDU), Mitglied des Europaparlaments und des Landtags von Schleswig-Holstein
- Florian Hartmann (* 1975), Historiker
- Boris Hilbert (* 1976), Theaterproduzent und Manager
- Jasper Mielke (* 1982), deutscher Filmproduzent
- Florian Mennigen (* 1982), Ruderer
- Jeremy Grube (* 1994), Laiendarsteller und Musiker
- Max Appel (* 1996), Ruderer

Siehe auch: Domhof Ratzeburg#Söhne und Töchter

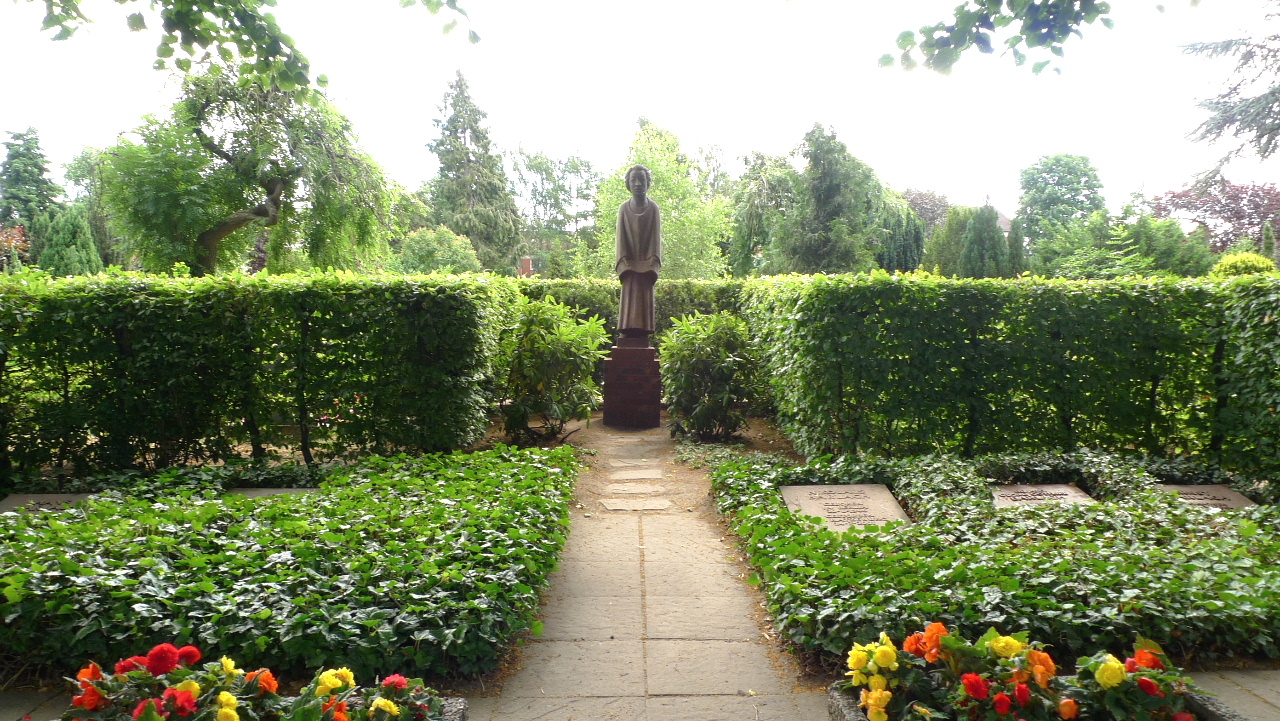
Grabstätte der Familie Barlach auf dem Vorstadtfriedhof mit der Skulptur von Ernst Barlach Der singende Klosterschüler (1931)

### Mit Ratzeburg verbunden
- Karl Adam, Rudertrainer, trainierte den legendären „Ratzeburger Achter“, der 1960 und 1968 Olympiasieger wurde. Adam wurde 1962 zum Ehrenbürger Ratzeburgs ernannt.
- Ernst Barlach, wuchs in Ratzeburg auf und ist hier begraben
- Neithard Bethke, Kirchenmusikdirektor sowie Gründer der Ratzeburger Sommerakademie
- Regine Bonke, Objektkünstlerin, lebt und arbeitet in Ratzeburg.
- Hans Bunge-Ottensen, Maler, Buchkünstler und Schnitzer, lebte und arbeitete nach seiner Ausbombung in Hamburg von 1943 bis zu seinem Tod 1983 in Ratzeburg
- Karl Gatermann d. Ä., Maler, Zeichner und Graphiker, lebte und arbeitete nach seiner Ausbombung in Lübeck von 1942 bis zu seinem Tod 1959 in Ratzeburg
- Hans Ferdinand Gerhard, Schriftsteller, Archivar und Heimatforscher, Herausgeber der Lauenburgischen Heimat, Gründer des Heimatmuseums (jetzigen Kreismuseums)
- Peter Godzik, Propst des Kirchenkreises Herzogtum Lauenburg von 1998 bis 2007; Vorsitzender der Bezirksgruppe Ratzeburg im Heimatbund und Geschichtsverein Herzogtum Lauenburg e. V. von 2017 bis 2022.
- Friedrich Griese, deutscher Schriftsteller, ist auf dem Friedhof am Dom begraben
- Ilse Harms-Lipski, Malerin und Illustratorin
- Ludwig Hellwig, Oberlehrer an der Lauenburgischen Gelehrtenschule, Heimatforscher
- Hans Lenk, Philosoph, Abitur an der Lauenburgischen Gelehrtenschule, Ruderer bei Karl Adam, Goldmedaillengewinner
- Ferdinand von Notz, Oberst a. D., Militär- und Regionalschriftsteller
- Friedrich-Franz Pingel, Kunsterzieher und Maler
- Henny Porten, Star des deutschen Stummfilms, lebte von 1945 bis 1957 in Ratzeburg
- Gottfried von Reventlow, letzter Präsident des lauenburgischen Hofgerichts in Ratzeburg
- Lothar Roeßler, Oberstudienrat an der Lauenburgischen Gelehrtenschule, Naturkundler und Heimatforscher
- Carl Lorenz Sachau, Landkriegskommissar, Auditeur, Gerichtshalter und Stadthauptmann, Gründer des Vaterländischen Archivs für das Herzogtum Lauenburg
- Meta Scheele, Schriftstellerin und Historikerin
- Traugott Tamm, Schriftsteller, Übersetzer und Ethnologe
- Theodor von Weber, Leiter der Abwicklungsstelle des Lauenburgischen Jäger-Bataillons Nr. 9